# Dudgeon Steam Wagon

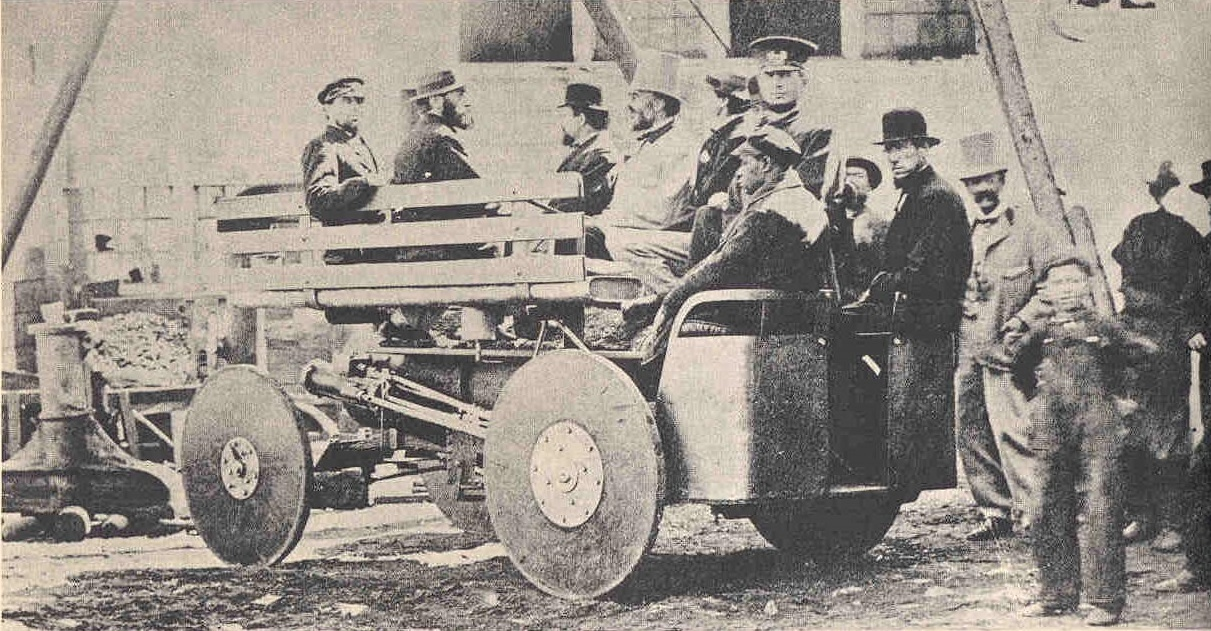
Richard Dudgeons Dampfwagen

Der Dudgeon Steam Wagon ist eines der frühesten Automobile in den USA und einer der ersten wirklich funktionstüchtigen Dampfwagen.

## Vorgeschichte
Richard Dudgeon war ein Maschinist, der mit seiner Familie aus Schottland in die USA gekommen war. Ab 1849 betrieb er eine mechanische Werkstätte in New York City. Eine von ihm 1851 entwickelte, hydraulische Hebevorrichtung fand in Industrie und Schiffbau Verwendung und machte ihn wohlhabend. 
Sein erster Dampfwagen wird auf 1857 datiert, wobei es allerdings auch abweichende Angaben gibt. Er erreichte die gleiche Geschwindigkeit wie Pferdekutschen. Im Folgejahr war er im New York Crystal Palace ausgestellt und fiel dem Feuer am 5. Oktober 1858 zum Opfer.

## Beschreibung
1866 stellte Dudgeon den Dudgeon Steam Wagon her. Bis auf Kleinigkeiten entsprach er dem ersten Fahrzeug. Ein Dampfmotor treibt das Fahrzeug an. Er hat zwei Zylinder. Der Fahrer sitzt im Heck des Fahrzeugs. Zwei Bänke in Längsrichtung bieten Platz für Mitfahrer.
Dudgeon bot an, auf Kundenauftrag weitere Fahrzeuge zu fertigen. Es ist nicht bekannt, ob Aufträge erteilt wurden.
Dudgeon nutzte das Fahrzeug etwa zehn Jahre lang. Es wurde auf der 1939 New York World’s Fair ausgestellt. Danach wurde es für 500 US-Dollar von den Sammlern George H. Waterman Junior und Kirkland H. Gibson erworben. 1981 wurde es dem Smithsonian Institution gespendet.
Das Fahrzeug ist auf einer Briefmarke des United States Postal Service abgebildet.